# Pečenegi
Pečenegi je bilo nomadsko ljudstvo turškega porekla, ki je v 8. stoletju naseljevalo ozemlje severno od Kaspijskega jezera. 
V 9. stoletju so začeli prodirati proti Črnemu morju in izrivati Madžare iz Besarabije proti zahodu. V 10. in 11. stoletju so posedovali veliko ozemlje ob Črnem morju, od koder so se odpravljali na roparske pohode proti Bizantinskemu cesarstvu, Rusom in srednji Evropi, tako da so stalno ogrožali sosednje Ruse, Madžare in Bolgare. 
Preko njihovega ozemlja so potekale trgovske poti iz Rusije proti Krimu, zato so bili z Rusi stalno v sporu. Leta 1036 jih je kijevski veliki knez Jaroslav Modri popolnoma razbil in Pečenegi so se pod pritiskom Rusov in Kumanov morali umakniti proti Vlaški. V drugi polovici 11. stoletja so stalno ropali Trakijo in Makedonijo, vdirali na Madžarsko in se stalno bojevali z Bizantinci. Leta 1091 in 1122 so bili dvakrat težko poraženi. 
V 12. in 13. stoletju so se začeli asimilirati s Kumani, kasneje pa z drugimi mongolsko-tatarskimi plemeni in postopoma izginili. 

## Vir
- Opća enciklopedija JLZ,VI., 354, Zagreb 1980